# Palliolum gerardi
Palliolum gerardi is een uitgestorven mariene tweekleppige.

## Beschrijving

### Schelpkenmerken
De schelpen zijn plat, zeer dun en breekbaar. De vorm is vrijwel cirkelrond en gelijkzijdig met een tophoek van ongeveer 95 graden. Aan weerszijden van de umbo zitten relatief kleine 'oortjes', het voorste is veel groter dan het achterste. Aan de rechterklep heeft het voorste oor aan de onderkant een kleine byssusinkeping. De sculptuur bestaat uit zeer veel (>100) fijne radiale ribjes die worden gekruist door een zeer fijne 'discordante' chevron-microsculptuur die uit groefjes bestaat. Soms ontbreken de fijne radiale ribjes en is het oppervlak glad. De microsculptuur is echter ook dan aanwezig. Het slot is zwak ontwikkeld en bestaat uit een onder de umbo gelegen centrale ligamentholte met aan weerszijden enige horizontale lijsten. Er is één groot spierindruksel.

### Afmetingen van de schelp
- lengte: tot 47 millimeter.
- hoogte: tot 47,5 millimeter.

### Kleur van de schelp
Goed geconserveerde exemplaren zijn vaak lichtbruin van kleur. De schelp heeft een kleurpatroon dat bestaat uit een centrale lichte zone bij de umbo aan weerszijden geflankeerd door donkerder gedeelten.

### Levenswijze
Net als veel andere Pteroida zal Palliolum gerardi vooral een filteraar geweest zijn.

### Fossiel voorkomen

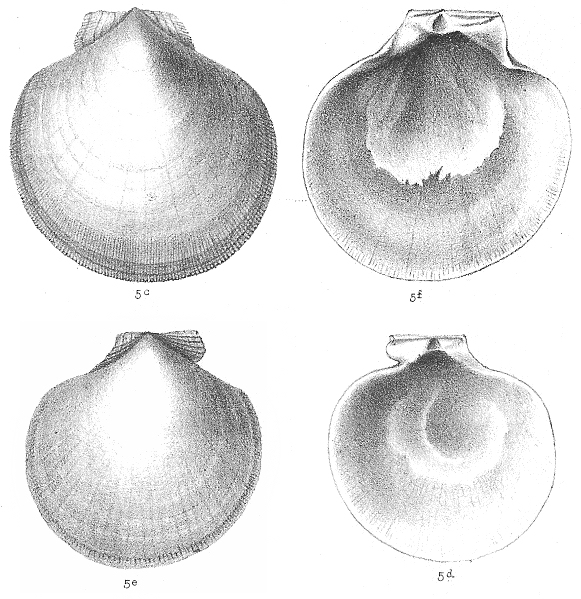
Palliolum gerardi zoals afgebeeld door Nyst

Palliolum gerardi is alleen fossiel bekend uit afzettingen uit het Plioceen in het Noordzeebekken. De soort wordt vrij algemeen, soms zelfs zeer talrijk gevonden in het oudere deel van de Formatie van Oosterhout in de (Subzone van Chlamys gerardi en Astarte trigonata). In België is de soort bekend uit de afzettingen uit het Plioceen rondom Antwerpen. Daar komt hij massaal voor in de zachte, gelige zandsteen in de Zanden van Luchtbal. In Engeland is de soort bekend uit de Coralline Cragformatie in East Anglia.
Op het Noordzeestrand spoelt Palliolum gerardi zeer zeldzaam aan op stranden in de provincie Zeeland.